# Parque Brasil 500
Parque Brasil 500 é um bairro comercial e cultural localizado na região sul de Paulínia, município do interior do estado brasileiro de São Paulo. Segundo o censo realizado em 2000 pelo IBGE, possuia 331 habitantes permanentes.
O bairro foi criado em 1999, na ocasião em que faria 500 anos do descobrimento do Brasil, e é conhecido por sediar um dos principais complexos culturais de Paulínia, composto pelo Sambódromo Floriano Ferreira Dóia, o maior sambódromo coberto do interior do Brasil, um Pavilhão de Eventos, a Concha Acústica Maestro Marcelino Pietrobom, a prefeitura de Paulínia, o campus da Universidade São Marcos, além de parte do complexo do Paulínia Magia do Cinema, destacando-se o Theatro Municipal Paulo Gracindo e o Centro Cultural.
No total a área do complexo é de cerca de 1 700 000 m², entretanto a área total do bairro, que abrange áreas rurais adjacentes e alguns condomínios, é 10 vezes maior, representando, assim,      7,2 km².
Atualmente, o bairro abriga diversos condomínios de alto padrão, fato este que permite a migração de muitos habitantes de outras cidades para constituir residência em Paulínia. O Parque Brasil 500 possui grandes e extensas avenidas, que servem de elo para a cidade de condomínios que se forma ali.